# (28181) 1998 WW5
1998 دابليو دابليو 5 (ويعرف أيضًا باسم (28181) 1998 دابليو دابليو 5 وفق تسمية الكوكب الصغير) (بالإنجليزية: 1998 WW5)‏ هو كويكب ضمن حزام الكويكبات؛ وترتيبه 28181 من حيث الاكتشاف.
اكتُشف هذا الجُرم الفلكي بواسطة تاكيشي أوراتا ‏ في 19 نوفمبر 1998.

## وصلات خارجية
- (28181) 1998 WW5 في قاعدة بيانات مختبر الدفع النفاث لأجرام النظام الشمسي الصغيرة

- الاكتشاف · مخطط المدار ·  العناصر المدارية · المعلمات المادية

- (28181) 1998 WW5 على موقع ويكي سكاي: DSS2, SDSS, GALEX, IRAS, Hydrogen α, X-Ray, Astrophoto, Sky Map, Articles and images